# ニール・フレーザー
ニール・フレーザー（Neale Fraser、1933年10月3日 - 2024年12月2日）は、オーストラリア・メルボルン出身の男子テニス選手。1960年のウィンブルドン選手権優勝者で、全米選手権でも1959年と1960年に大会2連覇を達成した。また、ダブルスでもロイ・エマーソンとのペアで「キャリア・グランドスラム」を達成している。左利きの選手。身長185cmの長身から繰り出す、爆弾のようなサーブと強力なボレーを最大の持ち味にした。彼の全盛時代から、空前絶後の厚い選手層を誇ったオーストラリア・テニス界の黄金時代が始まった。

## 来歴
フレーザーは1955年から、男子テニス国別対抗戦・デビスカップのオーストラリア代表選手となった。1957年に地元の全豪選手権で男子シングルス・男子ダブルスの2部門に初の決勝進出を果たし、シングルスではアシュレー・クーパーに敗れて準優勝になったが、ルー・ホードとのダブルスで初優勝を果たす。同年の全米選手権では、全豪決勝で敗れたクーパーとペアを組んで男子ダブルス初優勝を飾り、以後フレーザー＆クーパー組は翌1958年の全仏選手権まで4大大会男子ダブルス「3連勝」を達成した。1959年と1960年に、ニール・フレーザーは選手経歴の絶頂期を迎える。この年から、フレーザーはダブルスでロイ・エマーソンとペアを組むようになった。年頭の全豪選手権では、シングルス決勝でアレックス・オルメド（ペルー）に敗れて2度目の準優勝になったが、ウィンブルドン選手権の男子ダブルスで、エマーソンとのペアで初優勝を果たす。続く全米選手権で、フレーザーは男子シングルス・男子ダブルスの単複2冠を獲得し、シングルス決勝では全豪で敗れたオルメドに 6-3, 5-7, 6-2, 6-4 で雪辱を果たして、4大大会の男子シングルスに初優勝を飾った。男子ダブルスでも2年ぶり2度目の優勝を果たすが、パートナーはエマーソンであった。
1960年度の4大大会は、全仏選手権を除く3大会で、ニール・フレーザーとロッド・レーバーが“左利き対決の決勝”を戦った。全豪選手権ではレーバーが  5-7, 3-6, 6-3, 8-6, 8-6 で勝ち、フレーザーに2セット・ダウン（先に相手に2セットを取られた状態）からの逆転勝利を収める。フレーザーは全豪選手権で3度の準優勝に終わり、とうとう地元ではシングルス優勝を果たせなかった。ウィンブルドン選手権決勝ではフレーザーがレーバーに 6-4, 3-6, 9-7, 7-5 で勝ち、全米選手権でも 6-4, 6-4, 9-7 でフレーザーが勝った。後に男子テニス史上2人目の「年間グランドスラム」達成者となるレーバーにとって、キャリアの最初期に壁となったのが同じ左利きで、5歳年上の先輩に当たるフレーザーであった。全米選手権では、フレーザーはエマーソンとの男子ダブルスでも2連覇を果たし、2年連続で単複2冠を獲得した。そしてついに、1962年の全豪選手権男子ダブルス決勝で、フレーザー＆エマーソン組はボブ・ヒューイット（当時はオーストラリア国籍、後に南アフリカへ移住する）＆フレッド・ストール（オーストラリア）組を 4-6, 4-6, 6-1, 6-4, 11-9 で破り、同一ペアで「キャリア・グランドスラム」を完成させた。フレーザーの4大大会男子ダブルス優勝は総計「11勝」となったが、最初の4勝（初優勝はルー・ホードと、その後アシュレー・クーパーと3連勝）を除く「7勝」をエマーソンとのペアで獲得したことになる。
フレーザーは混合ダブルスでも、全仏選手権を除く3大会で優勝があり、この部門で通算「5勝」を獲得した。1956年全豪選手権の優勝パートナーはベリル・ペンローズであった。1958年から1960年にかけて、フレーザーはマーガレット・オズボーン・デュポン（アメリカ）と組んで全米選手権の混合ダブルス3連覇を達成した。1962年のウィンブルドン選手権混合ダブルスで優勝した時、（フレーザーとは15歳年上にあたる）オズボーン・デュポンは44歳の高齢を迎えていた。
ニール・フレーザーは1963年に現役生活を退いたが、それから10年後の1973年にウィンブルドンの男子ダブルス決勝に再び姿を見せた。この時はアシュレーの弟ジョン・クーパー（1946年生まれ）とペアを組んで出場したが、イリ・ナスターゼ（ルーマニア）＆ジミー・コナーズ（アメリカ）組に 6-3, 3-6, 4-6, 9-8, 1-6 のフルセットで敗れた。フレーザーにとっては、これは39歳からのダブルス再挑戦だった。1970年から1993年まで、フレーザーは24年間デビスカップのオーストラリア代表監督を務めた。1984年に国際テニス殿堂入りを果たし、現在も故郷のメルボルン市に在住している。
2024年12月3日に訃報が発表された。91歳没。

## 4大大会優勝
- 全豪選手権　男子ダブルス：3勝（1957年＆1958年・1962年）／混合ダブルス：1勝（1956年）　［男子シングルス準優勝3度：1957年・1959年・1960年］
- 全仏選手権　男子ダブルス：3勝（1958年・1960年・1962年）
- ウィンブルドン選手権　男子シングルス：1勝（1960年）／男子ダブルス：2勝（1959年・1961年）／混合ダブルス：1勝（1962年）
- 全米選手権　男子シングルス：2勝（1959年＆1960年）／男子ダブルス：3勝（1957年・1959年＆1960年）／混合ダブルス：3勝（1958年-1960年）

| 年     | 大会                 | 対戦相手             | 試合結果           |
| ------ | -------------------- | -------------------- | ------------------ |
| 1959年 | 全米選手権           | アレックス・オルメド | 6–3, 5–7, 6–2, 6–4 |
| 1960年 | ウィンブルドン選手権 | ロッド・レーバー     | 6–4, 3–6, 9–7, 7–5 |
| 1960年 | 全米選手権           | ロッド・レーバー     | 6–4, 6–4, 10–8     |

### 男子ダブルスの4冠達成ペア
- フランク・セッジマン＆ケン・マグレガー　（ともにオーストラリア、1951年に唯一の「年間グランドスラム」）
- ケン・ローズウォール＆ルー・ホード　（ともにオーストラリア、1953年 → 1956年）
- ロイ・エマーソン＆ニール・フレーザー　（ともにオーストラリア、1959年 → 1962年）
- ジョン・ニューカム＆トニー・ローチ　（ともにオーストラリア、1965年 → 1967年）
- マーク・ウッドフォード＆トッド・ウッドブリッジ　（ともにオーストラリア、1992年 → 2000年）
- ヤッコ・エルティン＆ポール・ハーフース　（ともにオランダ、1994年 → 1998年）
- ボブ・ブライアン＆マイク・ブライアン　（ともにアメリカ、2003年 → 2006年）